# Свети Силван
Свети Силван је ранохришћански мученик и светитељ који је живео у 4. веку. Мученички је страдао између 300. и 350. године, а његове очуване мошти су изложене и данас, 17 векова након његове смрти. По свему судећи Силван је био врло млад када је мученички пострадао. Извезени крст на предњој страни одеће, указује на то да је можда био свештеник или неки други чин свештемства.
Очувано тело светог Силвана чува се у цркви Светог Влаха у Дубровнику. Већина извора тврди да је свети Силван у Дубровнику мученички страдао у 4. веку - рана на врату сугерише начин његовог мучеништва - што може указивати на то да је он свети Силван, епископ из Емезе у Феникији, мученик ц. 311. Други свети Силвани умрли су на разне начине (нпр. Одбачени са литице или природном смрћу) или у животној доби која сугерише да не могу бити свети Силван из Дубровника. За друге се верује да су сахрањени негде другде. Његове мошти се чувају у цркви Светог Влаха у Дубровнику.